# Hydrovatus rufescens
Hydrovatus rufescens är en skalbaggsart som beskrevs av Victor Ivanovitsch Motschulsky 1859. Hydrovatus rufescens ingår i släktet Hydrovatus och familjen dykare. Inga underarter finns listade i Catalogue of Life.